# Valverde (Pavia)
Valverde é uma comuna italiana da região da Lombardia, província de Pavia, com cerca de   habitantes. Estende-se por uma área de   km², tendo uma densidade populacional de   hab/km². Faz fronteira com Ruino, Val di Nizza, Varzi, Zavattarello.

## Demografia
| Variação demográfica do município entre 1861 e 2011                               |
|                                                                                   |
| Fonte: Istituto Nazionale di Statistica (ISTAT) - Elaboração gráfica da Wikipedia |